# Rete tranviaria di Le Havre
La rete tranviaria di Le Havre è la rete tranviaria che serve la città francese di Le Havre. È composta da due linee.